# Дрвіня (гміна)
Гміна Дрвіня (пол. Gmina Drwinia) — сільська гміна у південній Польщі. Належить до Бохенського повіту Малопольського воєводства.
Станом на 31 грудня 2011 у гміні проживало 6465 осіб.

## Площа
Згідно з даними за 2007 рік площа гміни становила 108.81 км², у тому числі:
- орні землі: 46.00%
- ліси: 44.00%

Таким чином, площа гміни становить 17.23% площі повіту.

## Населення
Станом на 31 грудня 2011:
| Опис     | Загалом | Загалом | Чоловіки | Чоловіки | Жінки | Жінки |
| -------- | ------- | ------- | -------- | -------- | ----- | ----- |
| одиниця  | осіб    | %       | осіб     | %        | осіб  | %     |
| все      | 6465    | 100     | 3211     | 49.67    | 3254  | 50.33 |
| міське   | 0       | 100     | 0        |          | 0     |       |
| сільське | 6465    | 100     | 3211     | 49.67    | 3254  | 50.33 |

## Сусідні гміни
Гміна Дрвіня межує з такими гмінами: Бохня, Іґоломія-Вавженьчице, Клай, Кошице, Неполоміце, Нове Бжесько, Щурова.